# Куявское княжество
Куявское княжество (пол. Księstwo kujawskie) — польское удельное княжество, существовавшее в 1231—1267 годах в историческом регионе Куявия (столица город Иновроцлав). 
Куявское княжество было создано в 1233 году Конрадом Мазовецким для своего сына Казимира; княжеской резиденцией стал Иновроцлав. В 1239 году Казимир получил во владение город Лёндек в Великой Польше. В 1242 году Казимир Куявский захватил и присоединил к своим владениям замок Вышогруд, принадлежавший восточно-поморским князьям. В 1247 году после смерти своего отца Конрада Мазовецкого князь Казимир завладел Серадзом и Ленчицей. В 1248 году после смерти своего старшего брата, князя мазовецкого и добжинского Болеслава, Казимир получил во владение Добжинскую землю.
В 1259 году Казимир был вынужден уступить Лёндскую каштелянию Болеславу Набожному. В том же году князь куявский Казимир передал Серадзское княжество своему брату Земовиту.
В 1267 году Казимир Куявский скончался. Он был единственным князем Куявии. После его смерти Куявское княжество было разделено: второй сын Земомысл получил Иновроцлавское княжество, а младшие малолетние сыновья Владислав Локетек, Казимир и Земовит получили в совместное владение Бжесць-Куявское княжество.
В 1327–1364 годах все составляющие бывшего Куявского княжества вошли в состав Польского королевства. На территории бывшего княжества были созданы Бжесць-Куявское и Иновроцлавское воеводства.

## Князья Куявии
| #                                                       | Портрет                                                 | Имя (годы жизни)                                        | Родители                                                | Годы правления | Примечания                                                                                             |
| ------------------------------------------------------- | ------------------------------------------------------- | ------------------------------------------------------- | ------------------------------------------------------- | -------------- | --- |
| 1                                                       |                                                         | Казимир I Куявский (ок.1211 — 14 декабря 1267)          | Конрад I Мазовецкий Агафья Святославовна                | 1233–1267      | князь Добжинский (с 1248 по 1267 год), Серадзский (с 1247 по 1259 год), Ленчицкий (с 1247 по 1267 год) |
| Разделено на Иновроцлавское и Бжесць-Куявское княжества | Разделено на Иновроцлавское и Бжесць-Куявское княжества | Разделено на Иновроцлавское и Бжесць-Куявское княжества | Разделено на Иновроцлавское и Бжесць-Куявское княжества | 1267           | |